# Cineserra – Festival do Audiovisual da Serra Gaúcha 2015
A terceira edição do Cineserra foi realizada entre os dias 22 de outubro e 1 de novembro de 2015. Nessa edição, o festival consolidou sua abrangência a nível estadual, recebendo um maior número de inscritos de municípios fora da Serra Gaúcha.
A edição foi marcada pela unificação de algumas premiações que antes contemplavam projetos de ficção e documentário de formas distintas. A partir dessa edição, ficções e documentários passaram a disputar o mesmo prêmio nas categorias de melhor direção, fotografia, roteiro, direção de arte, edição e trilha sonora.
Ao todo, o festival recebeu 79 títulos inscritos, dos quais foram selecionados 22 projetos para o certame estadual e 26 para o certame regional, todos com duração de no máximo 30 minutos e finalizados entre janeiro de 2012 e agosto de 2015.
Em 2015, além das já tradicionais exibições nas cidades de Caxias do Sul, Bento Gonçalves e Garibaldi, a programação do festival também contemplou exibições em Gramado e Flores da Cunha. Nesse ano, o Festival também realizou sessões especiais em escolas de Caxias do Sul.
No meio da programação do evento, houve dois workshops gratuitos. A produtora audiovisual Larissa Bermudez ministrou a oficina de direção de produção, enquanto o jornalista e montador cinematográfico Alfredo Barros ministrou a oficina de montagem cinematográfica e narrativa audiovisual.
A programação do festival também incluiu uma mostra paralela dos vencedores da edição de 2014 do Primeira Janela - Festival de Cinema Infanto Juvenil de Porto Alegre, exibida na Sala de Cinema Ulysses Geremia, em Caxias do Sul.
A cerimônia de premiação ocorreu em 1 de novembro no Teatro do Sesc em Caxias do Sul, onde foram entregues 30 prêmios, sendo 12 troféus no certame regional, 15 no certame estadual e 3 para os eleitos através do voto popular.
Os destaques da edição foram os filmes Menu, de Filipe Mello, que venceu em 4 categorias no certame regional, e Caçador, de Rafael Duarte e Taísa Ennes Marques, que venceu em 4 categorias no estadual.
Antes da premiação, houve a primeira exibição pública do documentário Paredes que Falam, do diretor Éverton Rigatti, filme sobre os 30 anos de hitória do Bar do Joe, um dos bares noturnos mais tradicionais da Serra Gaúcha, fundado em 1983 em Garibaldi.
Esta edição do festival foi realizada com financiamento da Lei de Incentivo à Cultura da Prefeitura de Caxias do Sul e apoio cultural da Faculdade da Serra Gaúcha e Racon Consórcios.

## Vencedores no Certame Regional

### Ficção e Documentário
- Melhor Filme de Ficção: Menu, de Filipe Mello
- Melhor Filme Documentário: O Aviador, de Giancarlo Duarte e Marcelo Sanguitão
- Melhor Direção: Ana Cristina Paulus, Boca Migotto e Felipe Gue Martini, por Consertam-se Gaitas
- Melhor Roteiro: Quim Douglas Dalberto, por Menu
- Melhor Fotografia: Giancarlo Duarte, por O Aviador
- Melhor Direção de Arte: Carine Panigaz, por Menu
- Melhor Edição: Boca Migotto e Matheus Piccoli, por Consertam-se Gaitas
- Melhor Trilha Sonora Original: Giancarlo Duarte, por O Aviador
- Melhor Ator: Jean Carlo Dal’alba, por Menu

### Videoclipe
- 1° lugar: The Song Can Kill You (Spangled Shore), de Dani Rossi
- 2° lugar: Eu vou ficar aqui (Franciele Duarte), de Filipe Mello
- 3° lugar: É assim que vai ser (3 Versus), de Lissandro Stallivieri

## Vencedores no Certame Estadual

### Ficção e Documentário
- Melhor Filme de Ficção: Caçador, de Rafael Duarte e Taísa Ennes Marques
- Melhor Filme Documentário: Memórias em Sal de Prata, de Boca Migotto
- Melhor Direção: Rafael Duarte e Taísa Ennes Marques, por Caçador
- Melhor Roteiro: Camila Von Holdefer e Ulisses Da Motta, por Luz Natural
- Melhor Fotografia: Rafael Duarte, por Caçador
- Melhor Direção de Arte: Mariana Garcia Vasconcellos, por Descompasso
- Melhor Edição: Felipe Iesbicick, por Luz Natural
- Melhor Trilha Sonora Original: Chico Pereira, por Luz Natural
- Melhor Ator: Samuel Reginatto, por Caçador
- Melhor Atriz: Araci Esteves, por Gotas de Fumaça
- Menção Honrosa em Ficção: Entre Nós, de Maciel Fischer
- Menção Honrosa em Documentário: Pra Ficar Na História, de Boca Migotto

### Videoclipe
- 1° lugar: Pain (Hibria), de Deivis Horbach
- 2° lugar: Polegar Solitário (Los Marias), de Carlos Teston
- 3° lugar: Keeping the Dream Alive (Daydream XI), de Ulisses da Motta

## Outras edições do Cineserra
- Cineserra 2013
- Cineserra 2014
- Cineserra 2016
- Cineserra 2017
- Cineserra 2019
- Cineserra 2020
- Cineserra 2021